# Ximun Bessonart
Ximun Bessonart (Bayona, 15 de febrero de 1997), es un jugador de rugby francés de ascendencia española que se desempeña como pilar, juega en el Stado Tarbes Pyrénées de la Nationale 1 de Francia y es internacional absoluto con la Selección Española.

## Carrera

### Formación
Ximun Bessonart procede del centro de entrenamiento Biarritz Olympique.
Ximun Bessonart estuvo varias temporadas con los “Espoirs” del Biarritz Olympique. Disputó dos partidos con el equipo sénior durante la temporada 2017-2018 Pro D2 contra US Oyonnax y FC Grenoble rugby y tres partidos durante la temporada 2019-2020 contra Stade Aurillacois, US Montauban y Grenoble. En junio de 2020 se incorporó al campeonato Nationale 1 de rugby con el Stado Tarbes Pyrénées. Firmó con el RC Vannes por dos temporadas en mayo de 2022  y tras finalizar contrato, firmó de nuevo con el Stado Tarbes Pyrénées por una temporada, más una opcional.

### Carrera internacional
Participó en unas prácticas con la selección de España en febrero de 2024 como preparación para su participación en el Campeonato Internacional de Europa .